# Кучумова, Ольга Лаврентьевна
Ольга Лаврентьевна Кучумова (8 июня 1927 — 10 июня 2019) — передовик советской пищевой промышленности, пекарь-мастер Кемеровского хлебокомбината Министерства пищевой промышленности РСФСР, Герой Социалистического Труда (1971).

## Биография
Родилась 8 июня 1927 года в деревне Велижанка, ныне Панкрушихинском районе Алтайского края в русской крестьянской семье. Трудовую деятельность начала в возрасте семнадцати лет в ноябре 1944 года на хлебзаводе. Работать стала пекарем. Труд тяжёлый, приходилось работать и днём и ночью и в выходные и в праздники. Продукт № 1 в военные годы нужен был населению страны. Позже, в июне 1947 года, была назначена бригадиром. В совершенстве овладела навыками профессиями по выпечке хлеба. Неоднократно завоёвывала со своей бригадой переходящее Красное Знамя.
Досрочно выполнила личные социалистические обязательства и плановые производственные задания Восьмой пятилетки (1965—1970). Указом Президиума Верховного Совета СССР от 26 апреля 1971 года «за выдающиеся успехи, достигнутые в выполнении заданий пятилетнего плана по развитию пищевой промышленности» удостоена звания Героя Социалистического Труда с вручением ордена Ленина и золотой медали Серп и Молот.
С 1971 по 1982 годы трудилась в должности начальника цеха хлебозавода № 1. В это время на предприятии проводилась реконструкция. Цех № 1 под руководством Кучумовой с новыми задачами на современном оборудовании справился. Основное технологическое оборудование заменили, котельные установки, печи перевели с твердого на жидкое топливо. Условия и производительность труда улучшились. В 1982 году стала работать мастером-пекарем. С 1990 года трудилась штемпелевщиком.
На ведущем хлебопекарном предприятии области она отработала 60 лет. С 1990 года по 2004 годы, находясь на пенсии, кроме своих трудовых обязанностей, успевала активно заниматься общественными вопросами. На протяжении 25 лет избиралась депутатом Кемеровского городского Совета народных депутатов, организовывала партийную работу, в областном совете[прояснить] проводила общественную работу по наставничеству.
В 2005 году решением депутатов городского совета ей присвоено звание «Почётный гражданин Кемерово».
Воспитала пятерых детей. Проживала в городе Кемерово. Умерла 10 июня 2019 года на 93-м году жизни.

## Награды
За трудовые успехи была удостоена:
- золотая звезда «Серп и Молот» (26.04.1971);
- два ордена Ленина (1966, 26.04.1971);
- Медаль «За доблестный труд в Великой Отечественной войне 1941—1945 гг.»;
- Медаль «В ознаменование 100-летия со дня рождения Владимира Ильича Ленина»
- Медаль «Ветеран труда»
- другие медали.
- Отличник социалистического соревнования пищевой промышленности,
- Медаль «100 лет профсоюзного движения России»,
- Ветеран труда пищевой промышленности Кузбасса
- Почётный гражданин Кемеровской области (2005).

## Память
- 16 июня 2015 года на территории хлебозавода был торжественно установлен и открыт бюст Героя Социалистического Труда.